# Campanha militar

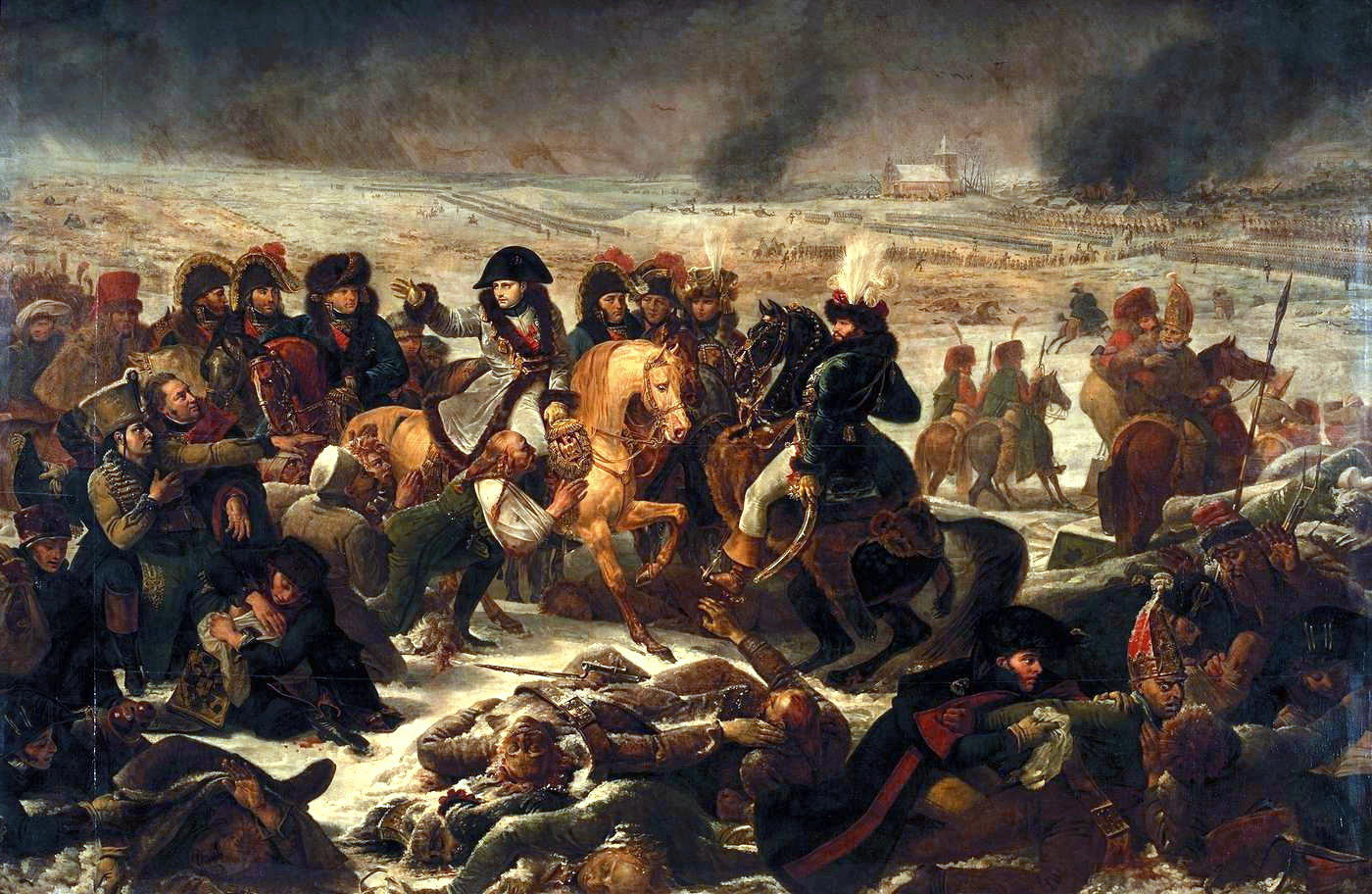
Napoleão na Batalha de Eylau, durante a campanha na Rússia, em 1807 - pintura de Antoine-Jean Gros, Museu do Louvre.

O termo campanha militar se aplica a planos militares estratégicos de larga escala e longa duração, incorporando uma série de operações militares ou batalhas inter-relacionadas, formando uma parte distinta de um conflito maior, muitas vezes chamado de guerra. O termo deriva da planície de Campânia , um local de operações anuais de guerra dos exércitos da República Romana.

## Definição
Uma campanha militar denota o tempo durante o qual uma determinada força militar realiza operações de combate em uma determinada área (geralmente chamada de área de operação). Uma campanha militar pode ser executada por um único Serviço Armado ou como uma campanha de serviços combinados, conduzida por forças terrestres, navais, aéreas, cibernéticas e espaciais.
O objetivo de uma campanha militar é alcançar uma resolução desejada específica de um conflito militar como seu objetivo estratégico. Isso é limitado por recursos, geografia e / ou estação do ano. Uma campanha é medida em relação à tecnologia usada pelos beligerantes para alcançar objetivos e, embora na Europa pré-industrial fosse entendida como aquela entre o plantio (final da primavera) e os tempos da colheita (final do outono), foi encurtada durante o período pós-industrial a algumas semanas. No entanto, devido à natureza de seus objetivos, as campanhas geralmente duram vários meses ou até um ano, conforme definido por Trevor N. Dupuy.

"Uma campanha é uma fase de uma guerra que envolve uma série de operações relacionadas no tempo e no espaço e direcionada a um objetivo ou resultado estratégico único, específico, ou resultado da guerra. Uma campanha pode incluir uma única batalha, mas na maioria das vezes compreende várias de batalhas por um período prolongado ou uma distância considerável, mas dentro de um único teatro de operações ou área delimitada. Uma campanha pode durar apenas algumas semanas, mas geralmente dura vários meses ou até um ano".